# Alfara del Patriarca
Alfara del Patriarca – gmina w Hiszpanii, w prowincji Walencja, we wspólnocie autonomicznej Walencji, o powierzchni 1,98 km². W 2011 roku liczyła 3182 mieszkańców.